# دكتوراه في تقويم العظام
دكتوراه في تقويم العظام  (D.O.) هو درجة الدكتوراه المهنية للأطباء والجراحين التي تقدمها كليات الطب في الولايات المتحدة. الخريج الحاصل على درجة الدكتوراه في طب العظام  من الممكن ان يحصل على رخصة كطبيب اختصاصي تقويم عظام، وحصوله على  حقوق وامتيازات ومسؤوليات ما يعادل طبيب حاصل على درجة الدكتوراه في الطب (M.D).  اطباء تقويم العظام مرخص لهم بممارسة كامل نطاق الطب والجراحة في خمسة وستين دولة،  وجميع الولايات الخمسين في الولايات المتحدة. . يشكل الأطباء سبعة بالمئة من جميع الأطباء الأمريكيين. في عام 2015، كان هناك أكثر من 96000 طبيب اختصاصي  تقويم عظام في الولايات المتحدة.
هناك مائة وواحد وأربعون كلية طب تقدم درجة الدكتوراه في الطب  (M.O ) في الولايات المتحدة. وتقدم ثلاث وثلاثون مدرسة طبية  درجة دكتوراه في تقويم العظام  (D.O ) في ثمانية وأربعين موقعا في ثلاثين ولاية. منذ عام 2007، فان إجمالي التحاق تلاميذ كلية طب تقويم العظام (D.O )يتزايد سنويا.  في عام 2015، أكثر من عشرين في المئة من مسجلي الكليات الطبية في الولايات المتحدة تتألف من طلبة طب تقويم العظام (D.O ).ised D.O. students. وتتشابه المناهج الدراسية في كليات طب التقويم العظمي مع تلك الموجودة في كليات الطب التي تمنح الدكتوراه، والتي تركز في السنتين الأوليين على العلوم الطبية الحيوية والسريرية، ثم عامين على التدريب السريري الأساسي في التخصصات السريرية.
عند الانتهاء من كلية الطب، فان خريجي كليات طب تقويم العظام (D.O.) يجوز لهم دخول برنامجا للتدريب أو التخصص بالطب، والذي يمكن أن يتبعه تدريب الزمالة . بعض خريجي (D.O ) يحضرون نفس برامج التعليم الطبي للدراسات العليا كما نظرائهم في تخصص دكتور في الطب،  ومن ثم تقديم امتحان الدكتوراه في الطب (M.D )  المتخصص (البورد)،  في حين آخر يقوم خريجي طب تقويم العظام (D.O ) بدخول برنامج التخصص في طب العظام وتقديم امتحان البورد التخصصي في ذلك المجال. 
أحد الفروقات الملحوظة بين  طب تقويم العظام (D.O. )والدكتوراه في الطب  (M.D.)في التدريب هو أن طب تقويم العظام (D.O). يضيف للتدريب 300-500 ساعة في دراسة تقنيات التحكم العملي في الجهاز العضلي الهيكلي البشري.

## روابط خارجية
- One DO's description on "What Is A DO?"
- Doctor of Osteopathic Medicine (D.O.) - National Institutes of Health